# Facebook
Facebook («Фе́йсбу́к», [ˈfeɪsˌbʊk]) — крупнейшая социальная сеть в мире, которой владеет компания Meta Platforms (до 28 октября 2021 года — Facebook Inc.). Была основана 4 февраля 2004 года Марком Цукербергом и его соседями по комнате во время обучения в Гарвардском университете — Эдуардо Саверином, Дастином Московицем и Крисом Хьюзом.
Первоначально веб-сайт был назван Thefacebook и был доступен только для студентов Гарвардского университета, затем регистрацию открыли для других университетов Бостона, а затем — и для студентов любых учебных учреждений США, имеющих электронный адрес в домене .edu. Начиная с сентября 2006 года сайт доступен для всех пользователей Интернета в возрасте от 13 лет, имеющих адрес электронной почты.
На декабрь 2022 года аудитория Facebook составила 2,96 миллиарда пользователей — это те, кто заходил на сайт хотя бы раз в месяц или за указанный промежуток времени был зафиксирован с помощью кнопки Нравится и следящих cookie. Суточная активная аудитория составила 2 млрд человек — столько фиксируется следящей сетью Facebook ежедневно. 24 августа 2015 года число посетителей социальной сети Facebook впервые составило один миллиард человек. 1,03 млрд человек в месяц используют мобильное приложение Facebook. Каждый день в социальной сети пользователи оставляют 6 млрд «лайков» и комментариев и публикуют 300 миллионов фотографий. На сайте зафиксировано 200 миллиардов «дружеских связей». Количество просмотров страниц сайта в октябре 2011 года составило 1 триллион, количество просмотров видео на сайте достигло в 2015 году отметки в 8 миллиардов в день.
Компания Meta является владельцем других популярных сервисов, таких как Instagram, WhatsApp, workplace (корпоративный мессенджер) и компании Oculus.
Facebook написан на C++ и PHP (HHVM).
Благодаря этому сайту Марк Цукерберг в 23 года стал самым молодым миллиардером планеты.
«Фейсбук» запрещён в России после того, как компания разрешила публиковать в соцсетях призывы к насилию в отношении военнослужащих РФ после начала российского вторжения в Украину.

## Функции
Facebook позволяет создать профиль с фотографией и без неё и информацией о себе, приглашать друзей, обмениваться с ними сообщениями, изменять свой статус, оставлять сообщения на своей и чужой «стенах», загружать фотографии и видеозаписи, создавать группы (сообщества по интересам).
В 2007 году Facebook предложил сторонним программистам создавать приложения (игры, средства обмена музыкой, фотографиями и т. д.) и зарабатывать на этом. Благодаря этой возможности посещаемость сайта повысилась.
Facebook предлагает множество функций, с помощью которых пользователи могут взаимодействовать между собой. Среди наиболее популярных — виртуальное подмигивание, фотоальбомы и «стена», на которой знакомые пользователя могут оставлять текстовые и аудиовизуальные сообщения.
Пользователь может управлять уровнем доступа к информации, опубликованной в его профиле, и определять, кто имеет доступ к той или иной части страницы.
Также на сайте есть возможность пожаловаться на неприятных пользователей или заблокировать их.
В апреле 2016 года Марк Цукерберг заявил, что Facebook запускает Facebook Live — новую функцию прямой видеотрансляции. Благодаря ей пользователи смогут создавать видеоролики, сообщения и передавать их друг другу в реальном времени.
С ноября 2017 года в веб-версии сайта стал доступен просмотр историй.

### Продвижение брендов
Facebook — популярная социальная сеть в качестве продвижения товаров или услуг компаний. Реклама является основным источником дохода для владельцев сети; в 2022 году средний доход от каждого пользователя составил 32 доллара.
Facebook предоставляет пользователям возможность оставлять отзывы, так как подписчики могут комментировать публикации, выставлять оценки страницам брендов, чтобы их могли видеть другие. Facebook может ссылаться на страницу продукта в Twitter, а также отправлять напоминания о событиях. Исследование, проведённое в 2011 году, связывает 84 % «вовлечённости» или кликов с лайками, которые ссылаются на рекламу в Facebook. К 2014 году Facebook ограничил публикацию контента со страниц компаний и брендов. Изменения в алгоритмах Facebook сократили аудиторию для неоплачиваемых бизнес-страниц (которые имеют не менее 500 000 «лайков») с 16 % в 2012 году до 2 % в феврале 2014 года. По состоянию на май 2018 года 93 % маркетологов используют Facebook для продвижения своего бренда в мире. В апреле 2020 года Facebook начала тестировать новую функцию, которая вставит набор миниатюр с предварительным просмотром сообщений от компаний, на которые вы ещё не подписаны. Миниатюры появятся непосредственно под сообщениями бизнес-страниц и будут посвящены аналогичной теме. Тестирование будет проводиться в ответ на обновление iOS 14, из-за которого рекламодателям стало сложнее отслеживать пользователей.

### «Нравится» («Like»)

Кнопка «Нравится» на Facebook

«Нравится» — это выражение согласия или одобрения к понравившейся записи. Например, если пользователю Facebook понравилась какая-нибудь песня.
23 января 2013 года Facebook для русскоязычных пользователей переименовал кнопку «Like» с «Мне нравится» на «Нравится».
В 2015 году Facebook запустил бета-тестирование новой функции «Reaction» для пользователей Ирландии и Испании. Основная задача новой функции — дать пользователям больше способов для выражения своего отношения к контенту, чем это было возможно с помощью традиционной кнопки Like, через использование анимированных смайлов с различными эмоциональными оттенками.
В 2015 году Facebook приступил к тестированию новой рекламной функции для своего мобильного приложения. Функция получила название «Shopping». Основная задача нововведения — показ пользователям рекламы различных товаров в их новостной ленте. Виды товаров будут варьироваться в зависимости от их интересов, контактов и их активности.
24 февраля 2016 года в Facebook появилось пять новых разновидностей реакций при использовании кнопки «Like». Теперь благодаря этой опции владельцы аккаунтов могут выразить удивление, смех, грусть, гнев и любовь. Чтобы выбрать один из вариантов, необходимо нажать и удержать «Like».

### Шифрование
С октября 2014 Facebook доступен также через анонимную сеть Tor по .onion-адресу.
С июня 2015 Facebook поддерживает OpenPGP. Пользователи могут разместить на своей странице свой публичный ключ и включить его использование для шифрования почтовых уведомлений, которые Facebook посылает пользователю.

## История

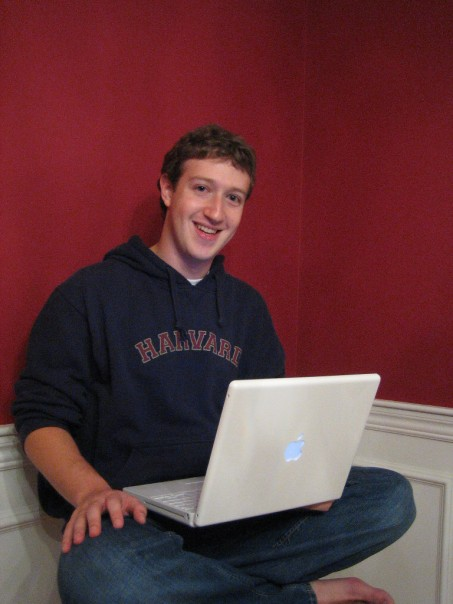
Создатель Facebook Марк Цукерберг. 2005 год

Идея Facebook восходит к ранней юности Марка Цукерберга, когда он учился в частной школе Phillips Exeter Academy в Эксетере (Нью-Гэмпшир). В школе ежегодно публиковался справочник с именами, адресами и фотографиями учеников (буквально «книга лиц», «лицевая книга» — Facebook), и когда Цукерберг поступил в Гарвардский университет, то выступил с инициативой создания аналогичного сетевого ресурса, однако администрация учебного заведения отказала ему, сославшись на политику конфиденциальности. Тогда 28 октября 2003 года Марк Цукерберг, будучи студентом-второкурсником, написал код для интернет-сайта Facemash, в котором использовались фотографии людей, размещённые по парам, с целью выбрать, кто из них более привлекателен.
Чтобы достичь этого, Цукерберг взломал защищённые разделы компьютерной сети Гарвардского университета и скопировал частные фото. Гарвард в то время не имел студенческого «альбома» (каталог с фотографиями и основной информацией). Facemash привлекла 450 посетителей и 22 000 фотопросмотров в течение первых двух часов работы.
Сайт был закрыт спустя несколько дней администрацией Гарварда. Цукерберг был обвинён администрацией в нарушении безопасности, авторских прав, неприкосновенности частной жизни; наказанием должно было стать исключение. В конечном итоге обвинения были сняты. Цукерберг сосредоточился на первоначальном проекте. Он открыл сайт для своих однокурсников, где люди начали делиться своими замечаниями по поводу проекта.
В следующем семестре, в январе 2004 года, Цукерберг начал писать код для нового веб-сайта. Он был вдохновлён, по его словам, редакционной статьёй в Harvard Crimson об инциденте Facemash. 4 февраля 2004 года Цукерберг запустил Thefacebook по адресу thefacebook.com.
Через шесть дней после запуска сайта три гарвардских старшекурсника — Камерон Уинклвосс, Тайлер Уинклвосс и Дивья Нарендра — обвинили Цукерберга в том, что он преднамеренно вводил их в заблуждение, будто поможет им создать социальную сеть HarvardConnection.com, но вместо этого Марк, используя их идеи, построил конкурирующий продукт. Они пожаловались в университетскую газету Harvard Crimson, и она начала расследование. Впоследствии был подан иск в суд против Цукерберга.
Членство в социальной сети изначально было ограничено студентами Гарвардского университета, и в течение первого месяца в ней было зарегистрировано более половины студентов Гарварда. Вскоре к Цукербергу присоединились Эдуардо Саверин (финансовый директор), Дастин Московиц (программист), Эндрю Макколлум (художник) и Крис Хьюз, чтобы помочь в продвижении сайта. В марте 2004 года аудитория Facebook была расширена до Стэнфорда, Колумбийского университета и Йеля. Позже он открылся и в других университетах Лиги Плюща, Бостонском университете, Нью-Йоркском университете, Массачусетском технологическом институте, Университете Тафтса, а затем и в большинстве университетов Канады и США.

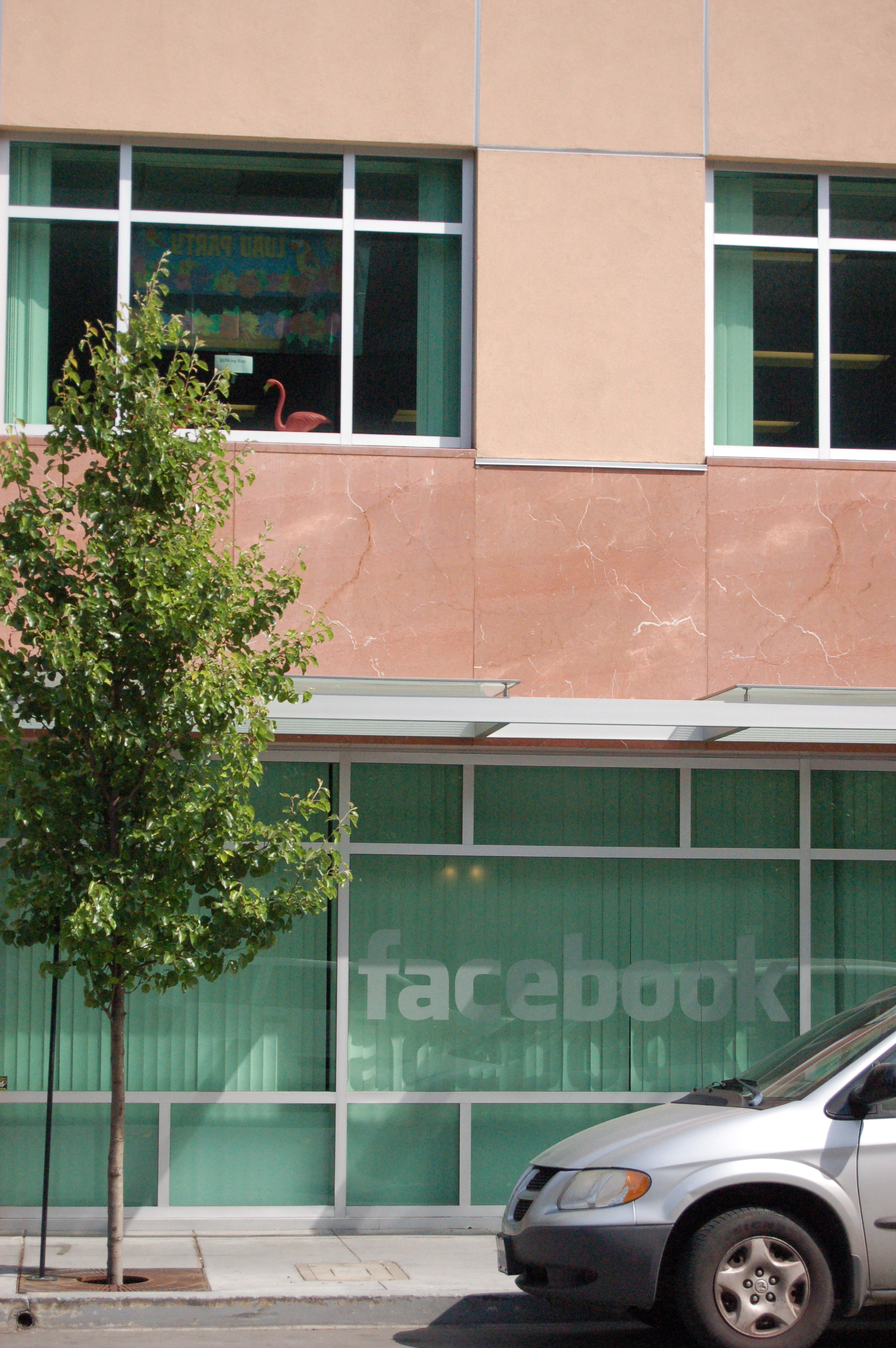
Штаб-квартира в Пало-Альто

В июне 2004 года Facebook переехал в Пало-Альто (Калифорния). До того, как переехать, Цукерберг и Саверин познакомились с Шоном Паркером в китайском ресторане на Манхэттене. В середине 2004 года Facebook был зарегистрирован в качестве компании, и Паркер стал её первым президентом. В том же месяце компания получила свои первые инвестиции от основателя системы PayPal Питера Тиля. Именно Шон нашёл для Facebook первых инвесторов: Питера Тиля и Рида Хоффмана, а в процессе получения инвестиций добился, чтобы за Марком остались 3 из 5 мест в совете директоров. По словам Тиля, Шон был первым, кто увидел потенциал в компании и «если у Марка хоть на секунду появлялись сомнения, Шон тут же отсекал их». В 2005 году Паркер покинул компанию. Несмотря на это, он остаётся вовлечённым в процесс развития Facebook и регулярно встречается с Цукербергом.
В 2005 году компания убрала из своего названия артикль The после покупки доменного имени facebook.com за 200 000 долларов.
С 26 сентября 2006 года доступ в соцсеть стал открыт для каждого пользователя Интернета старше 13 лет, имеющего адрес электронной почты.
24 октября 2007 года Microsoft объявила о приобретении 1,6 % акций Facebook за 240 млн долларов, тем самым оценив всю компанию в 15 млрд долларов. Microsoft получила права размещать международные объявления в Facebook. В октябре 2008 года Facebook объявил об открытии своей международной штаб-квартиры в Дублине. В сентябре 2009 года Facebook впервые начал приносить прибыль. В ноябре 2010 года по данным SecondMarket Inc, стоимость компании составила 41 млрд долларов (что немного выше, чем у eBay). Таким образом, Facebook стал третьей по величине интернет-компанией в США (после Google и Amazon). 2 января 2011 года, по данным газеты The New York Times, стоимость Facebook достигла 50 млрд долларов США. 18 мая 2012 года проведено IPO.
Трафик Facebook устойчиво рос после 2009 года. 13 марта 2010 года Facebook посетили больше людей, чем Google.

### 2009 год
13 июня 2009 года у пользователей появилась возможность самостоятельно выбирать адрес своей страницы (www.facebook.com/<выбранный_адрес>) в то время, когда во многих других социальных сетях на страницу пользователя можно попасть только по идентификатору (на Facebook изначально пользователю даётся страница с адресом http://www.facebook.com/profile.php?id=<порядковый_номер_пользователя>).
5 июля 2010 года у пользователей появилась функция ставить статусы о своих мыслях.

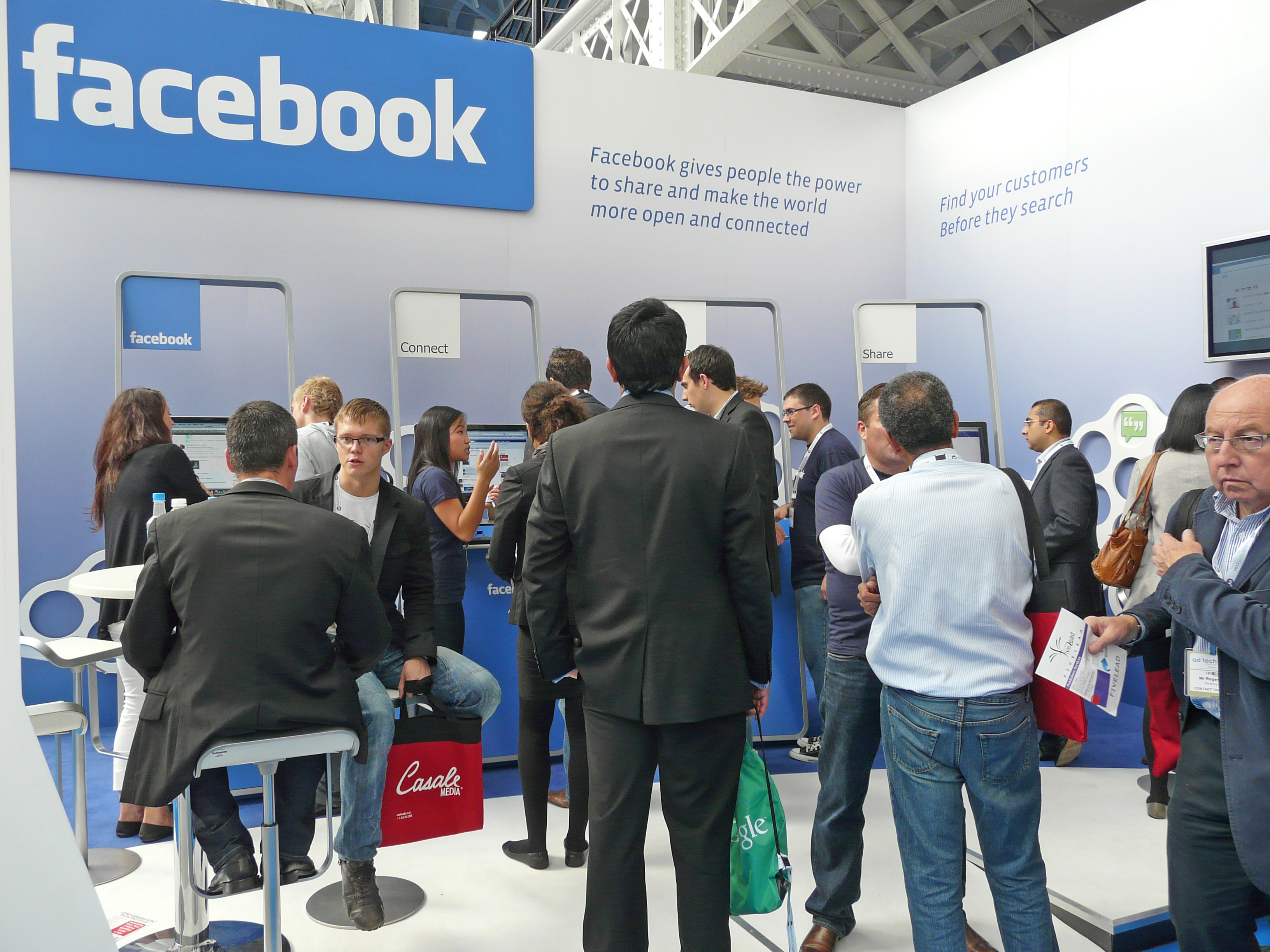
Facebook на выставке Ad-tech 2010

### 2010 год
30 сентября 2010 года компания подписала соглашение с сервисом интернет-телефонии Skype, согласно которому планируется интеграция его в социальной сети.
7 октября был представлен новый интерфейс групп, написанный с нуля. Разработчики ожидают, что нововведение позволит быстрее и безопаснее обмениваться информацией между ограниченным кругом людей (приятели, коллеги, семья и т. д.). Среди особенностей новых групп: возможность совместного редактирования документов, групповой чат, публикация сообщений по e-mail.
В ночь с 15 на 16 ноября глава Facebook Марк Цукерберг в ходе презентации официально объявил о запуске собственной почтовой службы.

### 2011 год
Лучшим фильмом 2010 года в драматическом жанре 16 января 2011 года, на 86-й церемонии вручения престижных кинопремий «Золотой глобус», стал фильм «Социальная сеть» режиссёра Дэвида Финчера об истории создания Facebook. Фильм также был удостоен трёх премий «Оскар» — за лучший монтаж, музыку и адаптированный сценарий.
6 июля на презентации Марк Цукерберг объявил о запуске видеочата на платформе Skype.
22 сентября на конференции F8 Марк Цукерберг представил новый сервис — Timeline
В 2011 году группа хакеров, называющая себя «Anonymous», угрожала уничтожением социальной сети Facebook 11 ноября. Однако угроза не была приведена в исполнение. Позже появилась информация, что угрозы исходили не от всей группы, а от отдельных её участников.
18 ноября Facebook и Skype объявили о звонках из платформы аудио- и видеозвонков в социальную сеть.

### 2012 год

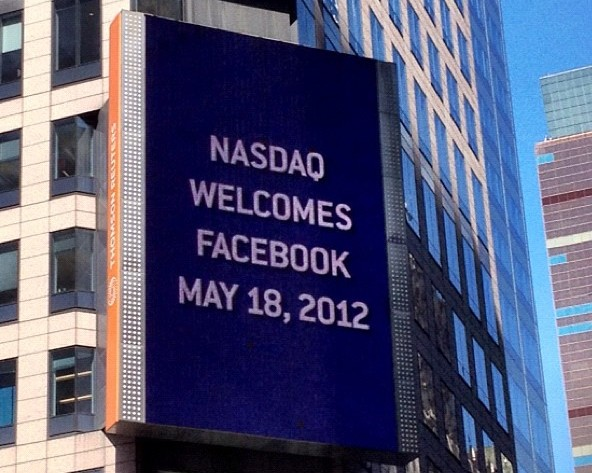
Рекламный щит на здании Thomson Reuters приветствует Facebook на NASDAQ, май 2012 г.

16 февраля 2012 года стало известно о том, что в Facebook появится функция подтверждения профилей популярных пользователей. При этом администрация сети сама решит, кто именно получит предложение подтвердить свой аккаунт.
9 апреля 2012 года Facebook объявил о приобретении фотосервиса Instagram за 1 млрд долларов. Instagram был запущен в октябре 2010 года и до апреля 2012 года был представлен только в виде приложения для iPhone, iPad и iPod. К концу марта 2012 года количество пользователей фотосервиса достигло 30 миллионов человек. Это стало первым поглощением такого масштаба, осуществлённое Facebook.
23 апреля 2012 года стало известно о том, что Microsoft продаст социальной сети Facebook часть патентов, приобретённых у интернет-холдинга AOL. Из 925 патентов и патентных заявок, которые AOL передаст Microsoft, Facebook получит примерно 650. За это соцсеть заплатит 550 млн долларов США. Оставшиеся у Microsoft 275 патентов и заявок Facebook сможет использовать на условиях лицензии. После завершения сделки патентное портфолио Facebook будет насчитывать около 1460 патентов и заявок, уточняет блог TechCrunch. 60 из них — собственные патенты соцсети, а ещё 750 куплены у компании IBM. Facebook, предположительно, задействует купленные патенты в судебном споре с Yahoo!. В феврале 2012 года Yahoo! обвинила соцсеть в нарушении 10 своих патентов, в том числе связанных с интернет-рекламой. Facebook в начале апреля подал к холдингу встречный иск, но уже в июле 2012 года между компаниями было заключено мировое соглашение, которое поставило точку во всех спорах и разногласиях между компаниями. Согласно условиям этого соглашения, обе компании будут представлять друг другу взаимное лицензирование интернет-технологий.
18 мая 2012 года Facebook разместил свои акции в рамках IPO на бирже NASDAQ по 38 долларов за бумагу, верхней границе ценового диапазона, озвученного компанией несколько дней назад (нижняя граница — 34 долларов). Получается, что вся соцсеть оценена в 104 млрд долларов (с учётом акций, подлежащих выпуску в будущем), а привлечённая сумма — 18,4 млрд долларов (с учётом опциона для банков-андеррайтеров — если он будет реализован). Сама компания и её акционеры привлекли 16 млрд долларов. Всего в рамках IPO было продано 421,2 млн акций Facebook, из которых 180 млн бумаг реализовала сама компания, а 241,23 млн — её акционеры. IPO Facebook — крупнейшее среди размещений технологических компаний и самое крупное в США с момента размещения Visa, которая привлекла в 2008 году 19,7 млрд долларов.
Через три месяца, к 18 августа 2012 года, стоимость акций Facebook упала до 19 долларов, таким образом понизив рыночную стоимость компании в два раза с момента выхода на биржу в мае. Причиной подобного падения, по мнению экспертов, стали сомнения инвесторов в наличии у Facebook чёткой стратегии дальнейшего развития.
4 октября Марк Цукерберг объявил на своей странице о появлении миллиардного пользователя. Таким образом, Facebook является единственной социальной сетью мира с более чем 1-миллиардной аудиторией, то есть каждый 7-й житель планеты зарегистрирован в Facebook’е. Единственные главные конкуренты на мировом рынке у Facebook — это Twitter и Google+, которые отстают более чем на полмиллиарда пользователей.
15 ноября Facebook дал возможность пользователям мобильной версии использовать кнопку «Поделиться».
В 2012 году компания Facebook провела психологический эксперимент над 700 000 своих пользователей с целью манипулирования эмоциями и поведением посредством ленты новостей. Об эксперименте стало известно спустя два года, и он вызвал неоднозначную реакцию среди интернет-сообщества и в прессе.

### 2013 год

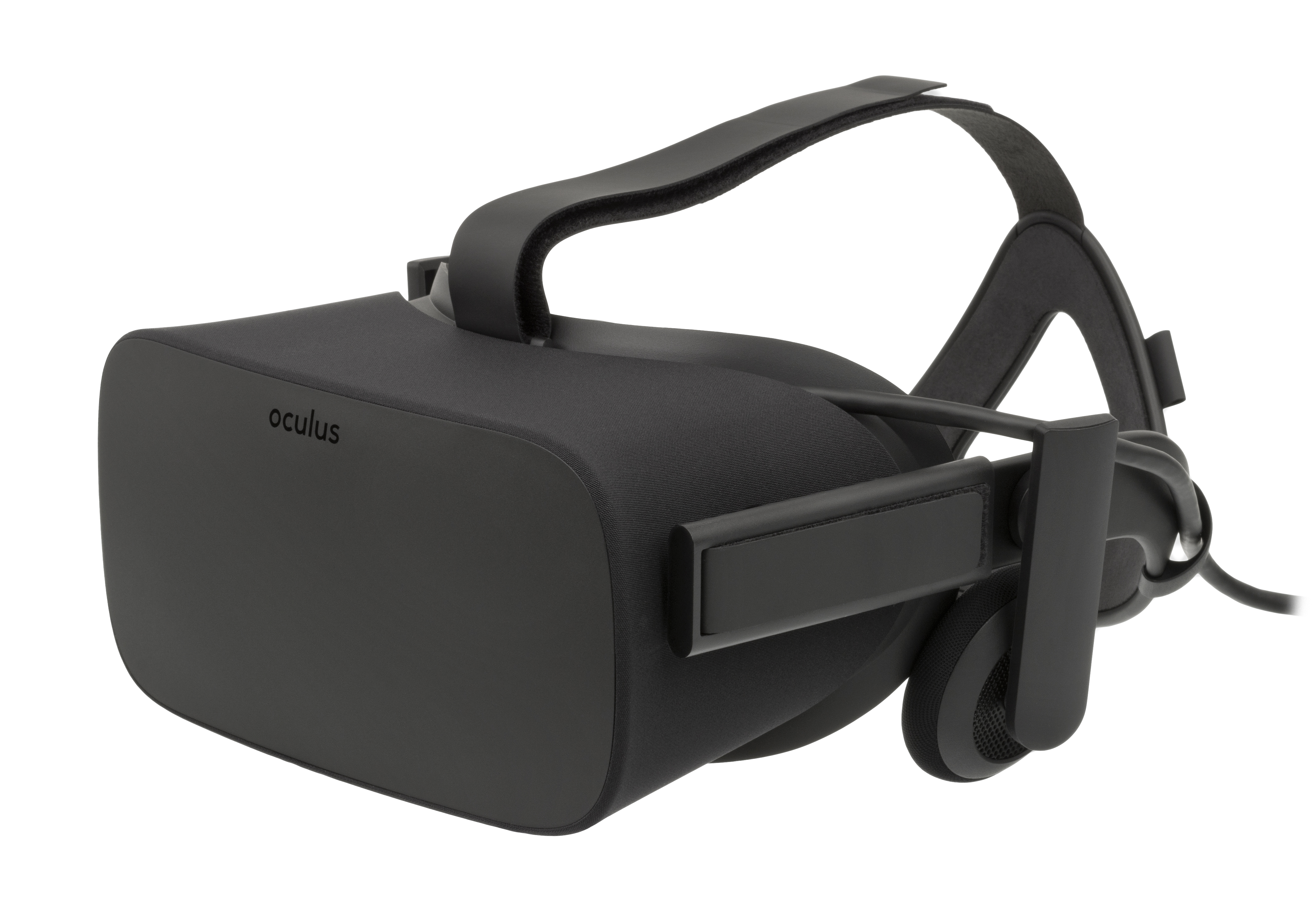
Гарнитура Oculus VR

15 января 2013 года Марк Цукерберг собрал пресс-конференцию в штаб-квартире компании, где представил новую функцию поиска Graph Search, которая позволяет эффективно и быстро находить мультимедийные материалы внутри самой социальной сети.
В конце января 2013 года компания Facebook опубликовала финансовую отчётность, которая показывает снижение чистой прибыли компании на 95 %. За четвёртый квартал 2012 года прибыль составила 64 млн долларов, против 302 млн долларов за аналогичный период годом ранее.
4 апреля 2013 года Facebook объявил о создании своей платформы для Android-смартфонов — Facebook Home.

### 2014 год
22 июля социальная сеть запустила сервис «Сохранённое», позволяющий пользователям добавлять контент в социальной сети в специальный список, который они хотели бы посмотреть позже.
7 октября Facebook объявил о запуске гиперлокальной модели рекламы, что должно позволить владельцам магазинов показывать объявления на телефонах и в веб-браузерах пользователей, находящихся в непосредственной близости от соответствующих мест продаж, в радиусе от 1 мили. Сообщалось, что сначала такая опция будет введена в США, а затем — по всему миру.
В конце октября Facebook стал доступен также через анонимную сеть Tor по .onion-адресу.

### 2015 год
1 июня Facebook ввёл поддержку OpenPGP. У пользователей появилась возможность разместить на своей странице свой публичный ключ и включить его использование для шифрования почтовых уведомлений, которые Facebook посылает пользователю.
В понедельник, 24 августа, социальная сеть Facebook впервые переступила порог с отметкой в миллиард пользователей. Оповестив об этом событии, основатель социальной сети Марк Цукерберг сказал следующие слова: «Это значит, что каждый седьмой житель земли использовал Facebook для общения с друзьями и семьёй. Это только начало для объединения всего мира», — написал Цукерберг.
Согласно опубликованному в июне 2015 года отчёту, средняя дневная аудитория соцсети составляет 968 млн пользователей. Из них 844 млн пользователей используют мобильные устройства для доступа к соцсети.
Месячная аудитория Facebook’а составляет около 1,5 млрд пользователей. Компания достигла отметки в один миллиард зарегистрированных пользователей в 2012 году.
21 декабря Facebook запустил в тестовом режиме поддержку фотографий с элементами видео, создаваемых с помощью iPhone 6s и iPhone 6s Plus.

### 2017 год

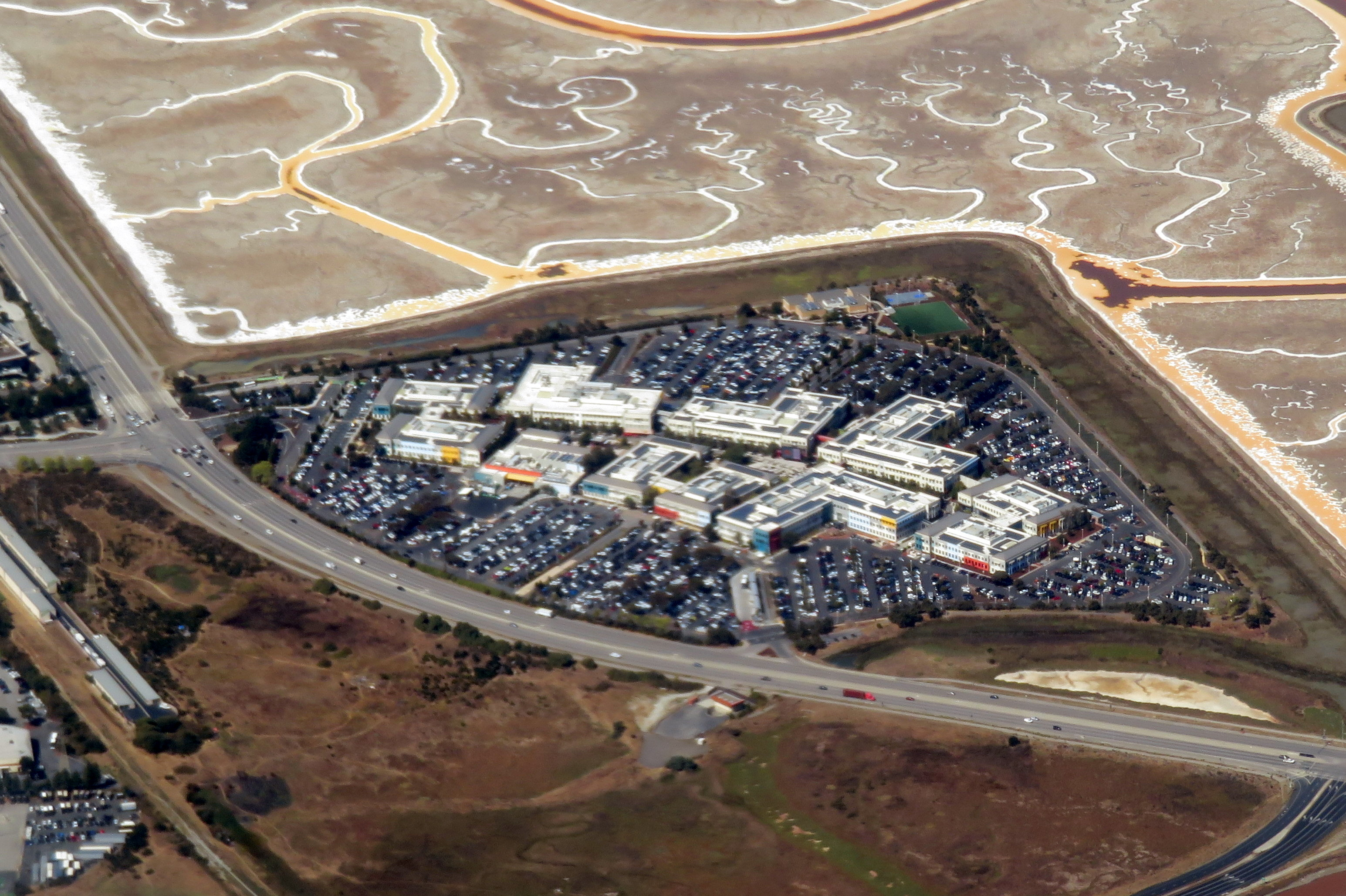
Вид с воздуха на штаб-квартиру Meta в Менло-Парке, Калифорния

В марте 2017 года Facebook вслед за Instagram ввёл функциональность Snapchat. В мобильном приложении Facebook появилась возможность снимать исчезающие со временем истории. Эта функция доступна только на мобильных устройствах iOS и Android.
В 2017 году Facebook оставался самой популярной социальной сетью в мире., размер её ежемесячной аудитории достиг 1,968 млрд человек.
В 2017 году в Facebook был запущен новый сервис на случай стихийных бедствий — специальные карты, которые будут помогать идентифицировать местонахождение пострадавших. Проект запущен при содействии ЮНИСЕФ, Международной федерации обществ Красного Креста и Красного Полумесяца, Всемирной продовольственной программы.
В июне 2017 года стало известно, что руководство социальной сети приняло решение платить за новости. Кроме того, ведётся обсуждение формата оплаты, в рамках которого пользователи смогут бесплатно читать определённое количество материалов в месяц, а при превышении этого количества — совершить оплату.
В июне в Facebook была добавлена новая функция, позволяющая пользователям прикреплять GIF-анимацию к комментариям. Пользователи не могут загружать собственные «гифки», но могут выбирать анимационные файлы из предоставляемой соцсетью базы данных.
В 2017 году компания Facebook увеличила расходы на безопасность Марка Цукерберга в 1,5 раза по сравнению с показателем 2016 года, с 5,8 до 9 млн долларов.

### 2019 год

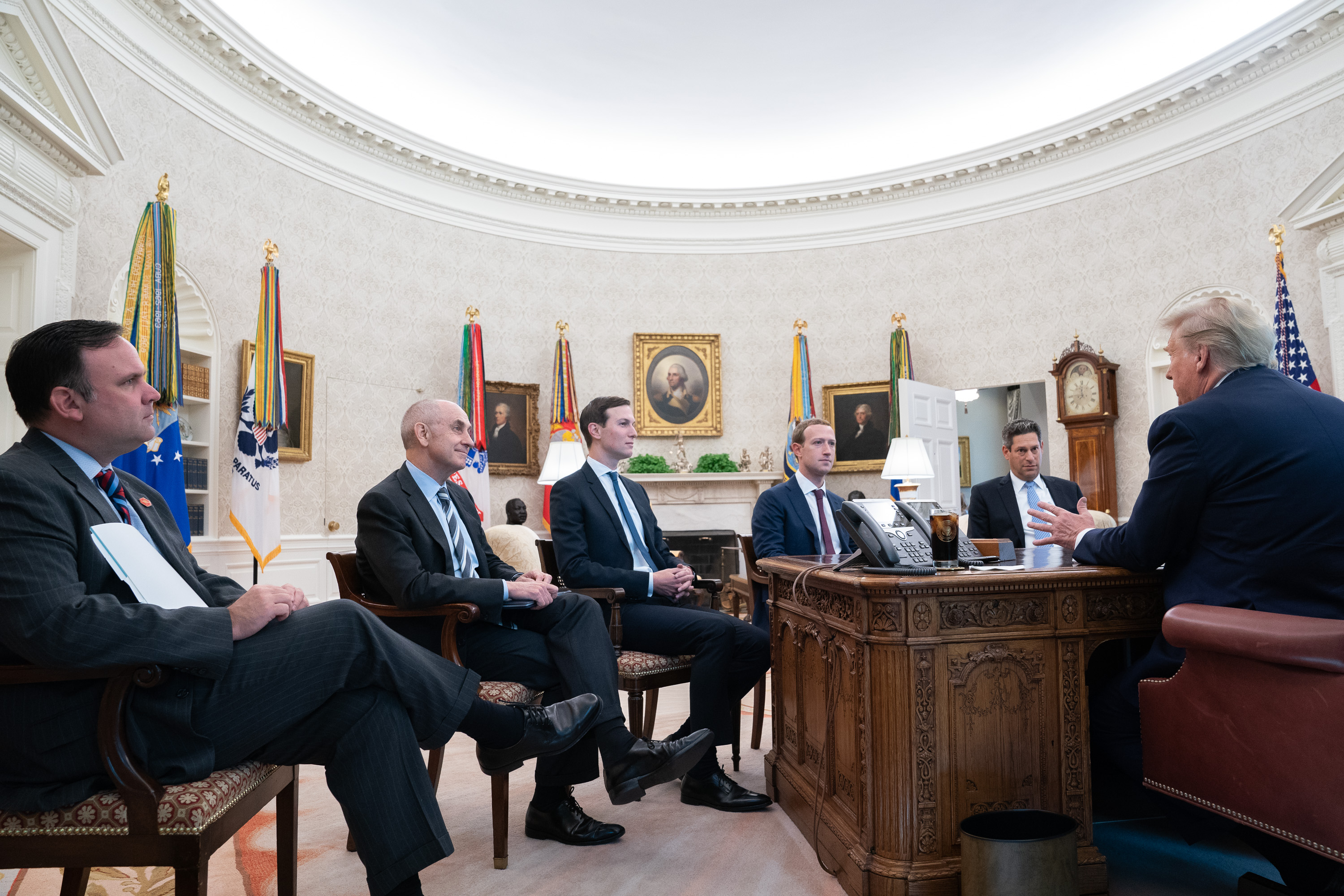
Генеральный директор Facebook Марк Цукерберг и руководители Facebook с президентом Дональдом Трампом в сентябре 2019 года

6 марта Марк Цукерберг заявил о планах ввести сквозное шифрование (end-to-end encryption) для личных сообщений пользователей на всех платформах компании.
13 марта у компании случился крупнейший сбой в истории, продолжавшийся около 10 часов. В течение этого времени Facebook, а также сервисы Instagram, Messenger и WhatsApp, принадлежащие компании, оказались недоступны для многих стран по всему миру. Проблемы возникли из-за «изменения конфигурации сервера».
В США в отношении Facebook было начато уголовное расследование из-за ряда сделок, заключённых с Apple, Amazon и другими крупными компаниями; которые предусматривали передачу компаниям персональных данных пользователей, включая список друзей, контактную информацию и даже приватные сообщения без ведома пользователей.
19 марта 2019 года стало известно, что Facebook разрабатывает собственную игровую платформу Facebook Gaming.
16 апреля 2019 года Роскомнадзор дал Facebook девять месяцев для локализации данных российских пользователей на территории России в соответствии с законом о персональных данных.
28 апреля 2019 Facebook предоставил группе исследователей беспрецедентный доступ к данным с целью изучения влияния социальных сетей на выборы и демократию.
18 июня 2019 года Facebook сообщил, что к 2020 году выпустит свою криптовалюту под названием Libra.
4 декабря 2019 года в общий доступ утекли данные 267 млн пользователей Facebook. База данных, которую злоумышленники выложили в сеть, содержала имена, номера телефонов и ID аккаунтов пользователей социальной сети.

### 2020 год
В сентябре социальная сеть полностью перешла на новый дизайн интерфейса. Также появился тёмный режим.

### 2021 год
В начале апреля 2021 года стало известно о крупнейшей в истории компании утечке пользовательских данных. На одном из хакерских форумов в интернете в свободном доступе появились личные данные более чем 533 млн пользователей Facebook из 106 стран. Слив затронул и российских пользователей — в доступе оказались личные данные почти 10 млн из них.
В апреле 2021 года стало известно, что компания запустила в тестовом режиме сервис вопросов и ответов Hotline, по функционалу напоминающий смесь Clubhouse и Instagram Live.
5 октября 2021 года зафиксированы глобальные сбои в работе Facebook, приведшие к падению акций компании.
28 октября 2021 года компания Facebook сменила название на Meta.

## «Фейсбук» и Open Source
Некоторые из написанных в Facebook программ доступны для других разработчиков по свободным лицензиям. Наиболее известные из них: Thrift, Flashcache, Apache Cassandra, Tornado, HipHop, язык Hack.

## «Фейсбук» в разных странах

### В России
20 июня 2008 года социальная сеть Facebook объявила о запуске русскоязычной версии сайта. Пользователи смогут самостоятельно поменять язык интерфейса в своём профиле. В ноябре 2011 года Facebook обогнал LiveJournal по числу пользователей в России.
Однако в целом Facebook уступает российским игрокам, её популярность в России — одна из самых низких в Европе, — в результате она рискует превратиться в нишевую и локальную соцсеть рунета. В России росту Facebook, в частности, препятствует наличие сильных локальных конкурентов.
Facebook уступает местным соцсетям (в частности, «ВКонтакте»), в плане интерфейса, устройства френдленты, скорости работы; многих также раздражает чрезмерное количество рекламы.
Кроме того, определённое влияние оказывают культурологические, языковые и социальные особенности России. По словам Джеффри Манна, аналитика Gartner, Inc.:
На таких рынках, как российский, много тех, кто общается только с другими русскими. Поэтому для многих переходить на Facebook нет необходимости.
Особую роль также оказывает наличие в России достаточного количества математически подкованных специалистов, обладающих научным чутьём.
В результате пользователи предпочитают отечественный продукт:
Мы видим, что Facebook пришёл, он занял какую-то долю рынка [...] и мы видим, что по росту именно новой аудитории «Одноклассники» и «ВКонтакте» растут быстрее, чем Facebook...
Согласно данным «КомСкор», аудитория Facebook в России в 2012—2013 годах упала в пользу «ВКонтакте». Косвенно это подтвердил Джулиен Кодорнью, руководитель подразделения Facebook по заключению партнёрств, отметив, что конкурировать с «ВКонтакте» в России они не намерены.
Facebook по инициативе «Роскомнадзора» неоднократно привлекался к административной ответственности постановлениями мировых судей судебных участков района «Таганский» города Москвы. 17 декабря 2018 года «Роскомнадзор» потребовал у Facebook’а предоставить информацию о локализации баз данных российских пользователей. 21 января 2019 года «Роскомнадзор» начал административное производство против соцсетей Facebook и Twitter за нарушение закона о персональных данных. 12 апреля 2019 года компания была привлечена к административной ответственности за правонарушение, предусмотренное ст. 19.7 КоАП РФ (непредоставление информации о локализации данных российских пользователей), сумма штрафа составила 3 тысячи рублей (судебный участок № 422, дело 05-0762/422/2019). 13 февраля 2020 года привлечена к административной ответственности за правонарушение, предусмотренное ч.8 ст. 13.11 КоАП РФ (невыполнение требования об обработке персональных данных граждан Российской Федерации на территории Российской Федерации), сумма штрафа составила 4 млн рублей (судебный участок № 374, дело 05-0168/374/2020). 10 июня 2021 года Таганский район Москвы вновь оштрафовал соцсеть Facebook на 17 млн рублей.
Facebook до 29 сентября 2021 года должна была перечислить 26 млн рублей в счет уплаты штрафов. Но за пару дней до этого компания попросила суд отсрочить выплату, якобы возникли технические проблемы с переводом денег.
5 октября 2021 года Facebook выполнил требование «Роскомнадзора» и удалил публикации, содержавшие запрещенную в России информацию.
По состоянию на конец 2020 года Facebook всё ещё сохранял статус нишевой социальной сети в России. За январь Facebook воспользовались 38,9 % от общего числа пользователей интернета в России, что сильно уступает даже «Одноклассникам» — у них 47,1 %
С 25 февраля 2022 года работа Facebook в России ограничена, а с 4 марта полностью заблокирована.
10 марта 2022 года Meta Platforms признала, что разрешила своим модераторам в социальных сетях Facebook и Instagram игнорировать призывы к насилию в отношении российских военных, а также президентов России и Беларуси для граждан таких стран, как Армения, Азербайджан, Венгрия, Грузия, Латвия, Литва, Польша, Россия, Румыния, Словакия, Украина и Эстония, в контексте вторжения на Украину. Призывы к смерти президентов России и Беларуси разрешены, если они не содержат других целей и не описывают место и метод, касающемся противодействию насилию и подстрекательству. В качестве примера высказывания, которое раньше было запрещено, а теперь разрешено, компания приводит фразу «смерть российским оккупантам». В Meta Platforms, тем не менее, обещали блокировать призывы к насилию в отношении всех россиян без различия. 21 марта 2022 года Тверской суд Москвы признал материнскую компанию Meta Platforms экстремистской организацией, постановив запретить её деятельность в России.

### Блокировки сервиса
В ряде стран мира государство принудило местных интернет-провайдеров закрыть пользователям доступ к социальной сети. К этим государствам относятся Северная Корея, Мьянма, Китай, Иран, Куба, Россия, а также Туркменистан. Чаще всего запрет связан с политическими процессами, происходящими в стране или в качестве меры по борьбе с религиозным инакомыслием.
3 марта 2012 года по распоряжению Службы связи при Правительстве Республики Таджикистан доступ к социальной сети был заблокирован. 9 марта 2012 года в Таджикистане всё-таки некоторые провайдеры открыли доступ к социальной сети Facebook.
Повторно социальная сеть на территории Таджикистана была заблокирована 25 ноября 2012 года. Решение о блокировке сайта Бег Зухуров, глава Службы связи при правительстве РТ, прокомментировал следующим образом:
Вообще хозяин у этого Facebook'а есть или нет? Он не может приехать в Таджикистан? Я бы с ним в дни приёма встретился. Если у него нет времени, можно поговорить с кем-то из его помощников.
Также, глава службы связи выразил сомнение в том, что руководство Facebook’а добросовестно выплачивает налоги:
Фейсбук вообще никем не контролируется, и неизвестно, кто хозяин этой сети, платит ли он налоги или нет. Такая деятельность, конечно же, угрожает безопасности Таджикистана.
Налоговые поступления в бюджет какого государства глава службы связи при этом имел в виду, не уточняется.
7 декабря 2012 года Facebook в Таджикистане был разблокирован.

## Критика

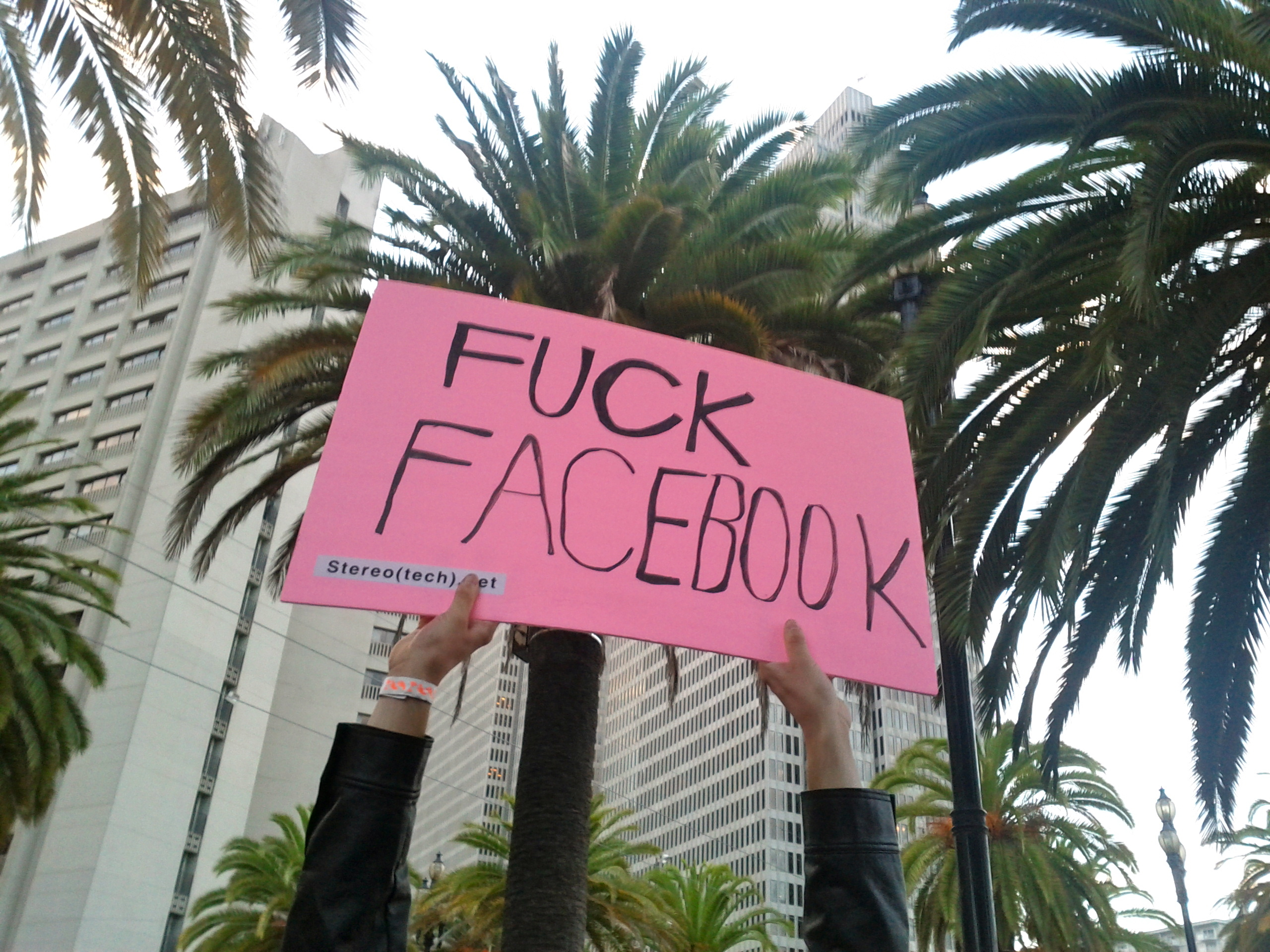
Акция протеста в США

Facebook подвергался критике по множеству фактов правонарушений: несоблюдение прав интеллектуальной собственности, разглашение личной информации, детская безопасность и пр.

### Слежка за нерезидентами США
В середине 2013 года подтвердилась информация о том, что АНБ с 2007 года по разнарядке ФБР собирает информацию о пользователях соцсетей, включая их переписку, а также сведения о местонахождении граждан. В числе прочих интернет-сервисов информацию о пользователях спецслужбам предоставляет и Facebook.
Барак Обама подтвердил, что подобная программа действительно существует, но она касается лишь тех, кто не проживает в США. Таким образом, глава Белого дома впервые публично подтвердил, что Вашингтон негласно следит за иностранцами. Действие данной программы строится на основе закона о контроле за деятельностью иностранных разведок (FISA) и Protect America Act (PAA), который позволяет вести слежку за иностранцами за пределами США без санкции суда.

### Манипулирование общественным мнением
Согласно исследованиям 2016 года, проведённым Pew Research Center, значительное число граждан США получает новости через Facebook. При этом компания обвинялась в том, что её алгоритмы отбора новостей корректировались сотрудниками, влиявшими на то, какие именно новости будут показаны пользователям в первую очередь, а какие, прежде всего интересные консервативно настроенной части пользователей, будут замалчиваться. В результате скандала была уволена группа редакторов, занимавшихся отбором новостей, и, по утверждению, компании, они были заменены автоматизированными алгоритмами. Однако эти алгоритмы также подверглись критике, когда в главные новости попала сфальсифицированная история.

### Непредотвращение суицида
Согласно имеющейся информации, люди, публикующие свои суицидальные намерения посредством Интернета, редко получают своевременную помощь. Примером такого пренебрежения (со стороны пользователей и/или сотрудников социальной сети) может выступать суицид актёра Пауля Золеззи, опубликовавшего предсмертную записку на своей странице в Facebook. Согласно пользовательскому соглашению, публичная позиция Facebook заключается в «предельной внимательности к безопасности человеческой жизни», включая «сотрудничество с крупнейшими центрами психологической поддержки», однако, в силу ряда причин (см. «Отсутствие пользовательской поддержки»), данная декларация вряд ли осуществима в реальности.
Кроме того, Facebook подвергался критике за появление у своих пользователей симптомов депрессии и иных патологических психических состояний. Данный факт может объясняться феноменом, получившим в публикациях СМИ название «зависти в Facebook», при котором пользователи, постоянно сравнивая себя с другими, на их взгляд, более успешными ровесниками, проявляют своё внутреннее напряжение в форме глубокой депрессии, пессимизма, ощущения отчуждённости, суицидальных тенденций или влечений, социальной изоляции и т. п. Порой такие симптомы проявляются до степени серьёзных психических расстройств. Данный эффект может усугубляться общей тенденцией, согласно которой люди склонны публиковать материалы, касающиеся только приятных сторон их жизни, создавая тем самым иллюзию некоего безупречного бытия, задающего недостижимую планку для людей с заниженной самооценкой.

### Нарушения интеллектуальной собственности
Несмотря на то что, со слов самого Цукерберга, «Наша философия заключается в том, что информация принадлежит пользователям, как и контроль над её распространением», Facebook заявляет о своих правах на плоды чужой интеллектуальной собственности, отказываясь возвращать пользователям их же собственный контент с удалённых по тем или иным причинам страниц, тем самым отчуждая принципиально неотчуждаемое авторское право и идя вразрез с нормами международного права, касающимися охраны авторских и смежных прав.

### Нарушения конфиденциальности
На основании своего пользовательского соглашения Facebook оставляет за собой право свободно и на своё усмотрение обращаться с информацией пользователя даже после удаления пользовательского аккаунта из сети (ранее пользовательский контент сохранялся на серверах компании неопределённо долгое время даже после удаления соответствующего аккаунта, см. «Неполное удаление аккаунта»).
Кроме того, Facebook склонен на своё усмотрение использовать контактную информацию пользователей (адреса электронной почты и номера телефонов).
В августе 2013 года Facebook опубликовал первый отчёт о количестве частично переданной им информации, которую он был вынужден передать в первом полугодии 2013 года в ответ на 25 тыс. запросов правительств различных государств на получение информации о 38 тыс. пользователей.

### Неполное удаление аккаунта
В первые годы существования Facebook’а многие пользователи высказывали недовольство отсутствием возможности полностью удалить свои данные из социальной сети. Известны случаи, когда участники после нескольких месяцев переписки с техподдержкой сети и даже судебных угроз всё равно обнаруживали некоторые свои данные открытыми.
Скрытое хранение информации из деактивированных аккаунтов увеличило опасения злоупотреблений со стороны Facebook'а личными данными пользователей, особенно на фоне новой рекламной технологии Facebook'а, позволяющей отслеживать покупки, сделанные пользователями. Эта технология поначалу не предусматривала для пользователей явную процедуру отказа от её использования. Такая процедура была введена только после скандала и публичного протеста, подписанного 50 тысячами пользователей. Руководству Facebook'а пришлось извиниться.
В конце 2009 года функцию деактивации аккаунта всё-таки сделали. На странице управления аккаунтом можно деактивировать его, при этом данные будут сохранены, но не доступны никому из пользователей Facebook, а при следующем входе на сайт под логином пользователя — восстановлены. Для того, чтобы полностью удалить свой аккаунт без возможности восстановления данных, необходимо заполнить специальную форму.
В 2011 году студент юридического факультета Венского университета Макс Шремс (Max Schrems) добился от компании Facebook предоставления своих конфиденциальных данных на оптическом носителе, в числе которых были его личные фотографии, переписка, удалённые сообщения, имена бывших друзей. Присланный файл в формате PDF содержал сведения о студенте на 1200 страницах за срок более чем три года его общения на сайте. Шремс инициировал коллективный иск против Facebook в Венский областной суд. В иске затрагиваются аспекты сотрудничества компании Facebook с АНБ по программе PRISM. Иск поддержали более 60 000 человек из 100 стран мира. В случае удовлетворения иска каждый из поддержавших эту акцию протеста может получить компенсацию ущерба в размере 500 евро.

### Неэтичное отношение
Facebook не считает нужным уведомить пользователя об удалении его аккаунта (ни заблаговременно, ни постфактум), тем самым делая невозможным предотвращение уничтожения пользовательских данных.

### Нарушение тайны переписки
В январе 2014 года два пользователя из США подали в суд на социальную сеть Facebook. Они обвиняют соцсеть в сканировании личной переписки для дальнейшего использования в целевой рекламе, что является нарушением федеральных законов о слежке за гражданами и законов о защите частной жизни.

### Рассылка спама и незаконная обработка персональных данных
Facebook регулярно обвиняется в рассылке спама и незаконной обработке персональных данных. В случае согласия пользователя загрузить на Facebook свою адресную книгу по всем содержащимся в ней адресам рассылаются приглашения зарегистрироваться в этой социальной сети.

### Проблемы с системой безопасности
Осенью 2018 года из-за проблем с системой безопасности Facebook хакеры нашли слабое место в коде социальной сети, позволяющее увидеть страницу пользователя так, как её видят другие пользователи. Также им удалось получить ключи, благодаря которым пользователи остаются зарегистрированными в сети без необходимости заново вводить свой пароль. Кибератакам подверглись данные 50 млн аккаунтов, которые после обнаружения проблемы были перезапущены, а ещё 40 млн пользовательских страниц были перезагружены в целях предосторожности. Так как Facebook сообщила об атаке хакеров только спустя три дня с начала инцидента, ей стал грозить штраф в размере около 1,62 млрд долларов из-за нарушения Общего регламента защиты персональных данных.
В марте 2019 года стало известно, что Facebook хранил пароли миллионов пользователей без шифрования.

### Блокировка пользователей за высказывания
В Facebook были блокировки пользователей за некоторые высказывания. Так, в 2015 году был на неделю заблокирован аккаунт писателя Эдуарда Багирова за использование оскорбительного выражения «несчастные хохлы».

### Удаление аккаунтов без объяснения причин
Facebok удалил аккаунт основателя проекта Gulagu.net Владимира Осечкина в Facebook без объяснения причин, сам Владимир объясняет это попыткой давления со стороны российских спецслужб, которое усилилось после публикации секретного видеоархива с пытками.

## Скандал 2018 года, связанный с компанией Cambridge Analytica
В 2015 году профессор Кембриджского университета российского происхождения Александр Коган создал приложение thisisyourdigitallife. Через Facebook API это приложение собирало персональные данные тех, кто им воспользовался, и их друзей в соцсети, чьи настройки приватности это позволяли. В итоге thisisyourdigitallife получило персональные данные 50 млн пользователей. В нарушение правил Facebook эти данные были переданы компании Cambridge Analytica, основанной миллиардером Робертом Мерсером. В 2015 году она помогала в президентской кампании сенатору Теду Крузу, а в дальнейшем — Дональду Трампу. Полученный массив персональных данных помог этой компании разработать индивидуальные психологические профили, которые использовались для создания узкоцеленаправленных сообщений с целью склонить сомневающихся проголосовать за соответствующего кандидата.
Facebook в 2015 году заблокировал приложение и отправил письмо с требованием, чтобы пользовательские данные были удалены. 16 марта 2018 года Facebook опубликовал пресс-релиз, где говорилось, что Cambridge Analytica и аффилированная с ней Strategic Communication Laboratories так и не удалили данные полностью и всё указывает на то, что они использовались во время президентских выборов в США в 2016 году.
В связи с этим парламентский комитет Великобритании попросил Марка Цукерберга дать показания о том, как Facebook получает, хранит и защищает данные пользователей. О начале собственного расследования инцидента объявила и Федеральная торговая комиссия США. Также иски против Facebook подали адвокаты Нью-Йорка и штата Массачусетс и инвесторы из Сан-Франциско. В рамках судопроизводства адвокаты запросили у соцсети информацию о том, какие оповещения получают пользователи об использовании их персональных данных.

## Скандал 2021 года, связанный с бывшей сотрудницей
Экс-менеджер компании Фрэнсис Хаген рассказала, что компания ради прибыли закрывает глаза на некоторые этические проблемы. Фрэнсис Хаген рассказала, что работала там с 2019 года и тайно копировала тысячи документов и исследований. По ним становится понятно, что, несмотря на обещание бороться с ненавистью, насилием и дезинформацией в интернете, компания руководствуется исключительно прибылью. Не убирает контент, вызывающий сильные эмоции, такие как гнев и ненависть, потому что это заставляет людей дольше читать ленту. Газета The Wall Street Journal': опубликовала статью на основании исследований компании, в которой говорится, что Instagram может наносить вред психическому и физическому здоровью подростков, особенно девочек.
Позже Хаген даже выступала по этому поводу в Конгрессе.

## В культуре
- Фильм «Социальная сеть» 2010 года, снятый по книге Бена Мизрича, посвящён истории создания Facebook. Джастин Тимберлэйк, исполняющий роль Шона Паркера, был знаком с Шоном ещё до начала съёмок фильма. Арми Хаммер и Джошуа Пенс встретились с братьями Винклвосс после премьеры фильма. Джесси Айзенберг и Марк Цукерберг появились вместе в одном из выпусков шоу Saturday Night Live (сезон 36 эпизод 13)[170].
- Книга Дэвида Киркпатрика. Социальная сеть. Как основатель Facebook заработал $4 миллиарда и приобрёл 500 миллионов друзей. — М.: Эксмо, 2010. — 288 с. — 5000 экз. — ISBN 978-3-8273-2913-4.
- Героиня одного из британских комедийных телесериалов «Джем и Иерусалим» Кэролайн Мартин (Дженнифер Саундерс) путается в названиях Myspace и Facebook, смешивая их в каламбур «моё лицо» (англ. Myface).
- Мультсериал «Южный парк», 14 сезон, 4 серия, эпизод 199 «У вас 0 друзей».
- Сериал «Компьютерщики», 3 сезон, 5 серия (Friendface).
- Сериал «Молокососы», 3 сезон, 10 серия.
- Ситком «Онлайн», каждую серию, называется, как «Лицокнига».
- Фильм 2015 года «Убрать из друзей», все действия проходили на базе соцсети Facebook.

## Интересные факты
- Один из участников революции в Египте назвал свою дочь Фейсбук Джамаль Ибрагим. Так он воздал должное социальной сети, которая сыграла важную роль в египетской революции[171].
- В 2010 году американский бизнесмен Пол Челья предъявил права на 50 % акций Facebook на основании договора на разработку сайта, якобы заключённого с его основателем Марком Цукербергом (см. статью об истце)[172].
- По данным журнала Consumer Reports на май 2011 года, в Facebook зарегистрировано около 7,5 млн детей младше 13 лет, что противоречит его условиям использования[173]. Вместо активного сопротивления Марк Цукерберг решил разрешить им регистрироваться, заявив: «Моя философия заключается в том, что образование следует начинать с как можно раннего возраста», хотя некоторые организации и многие пользователи выступают против его решения[174], обосновывая свою точку зрения присутствием педофилов, покушением на конфиденциальность, здравым смыслом и прочими причинами.
- По данным исследования, результаты которого были опубликованы в 2011 году в Computers in Human Behavior # 5, пользователи Facebook обнаружили больше признаков нарциссизма и эксгибиционизма, чем те, кто им не пользуется. По мнению исследователей, социальная сеть способствует удовлетворению потребности нарциссического индивида в саморекламе и демонстративном поведении[175].[значимость факта?]
- Facebook объявил о строительстве нового центра обработки и хранения информации. Он будет полностью функционировать на энергии ветра[176].
- В ноябре 2015 года, после серии терактов во Франции, во французском мобильном приложении Facebook появилась функция «Я в безопасности». Функция позволяет сообщить вашим друзьям в Facebook, что вашей жизни ничего не угрожает[177] (хотя сама функция существует с октября 2014 года, до событий в Париже она использовалась только в зонах стихийных бедствий[178]. После парижских атак функция стала использоваться при всех чрезвычайных ситуациях[179]).
- По итогам 2015 года Facebook оказался лидером по упоминаемости среди всех социальных сетей в российских СМИ. Как свидетельствуют данные мониторинга и анализа, традиционные медиа в РФ упомянули Facebook более 430 тыс. раз[180].
- В 2016 году Facebook объявил о подаче патента на разработку эмодзи на базе фотографий пользователя[181].
- В 2016 также был анонсирован совместный с корпорацией Microsoft проект MAREA, цель которого — проложить кабель по дну Атлантического океана от США до Испании. Как уверены стороны, это улучшит интернет-инфраструктуру. По оценкам, стоимость проекта — 15 млрд долларов[182].
- В 2016 году руководство Facebook заявило, что в будущем не исключает возможности выплаты гонорара блогерам, которые создают интересный контент[183].
- 6 июня 2017 года британское издательство The Times сообщило, что Facebook планирует использовать искусственный интеллект для анализа эмоций пользователей в режиме онлайн. Система распознавания эмоций основана на анализе скорости печати, частоты изменения шрифтов и использования смайлов[184].